# Marcel Bonnet (rugby)
Pas d'image ? Cliquez ici

a Compétitions nationales et continentales officielles uniquement.

b Matchs officiels uniquement.
Marcel Bonnet, né le 16 juillet 1937 à Lyon et mort le 27 juillet 1987 à Bron, est un joueur français de rugby à XIII évoluant au poste d'ailier.